# Carl von Bloedau

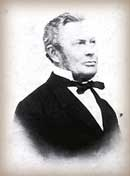
Karl von Bloedau

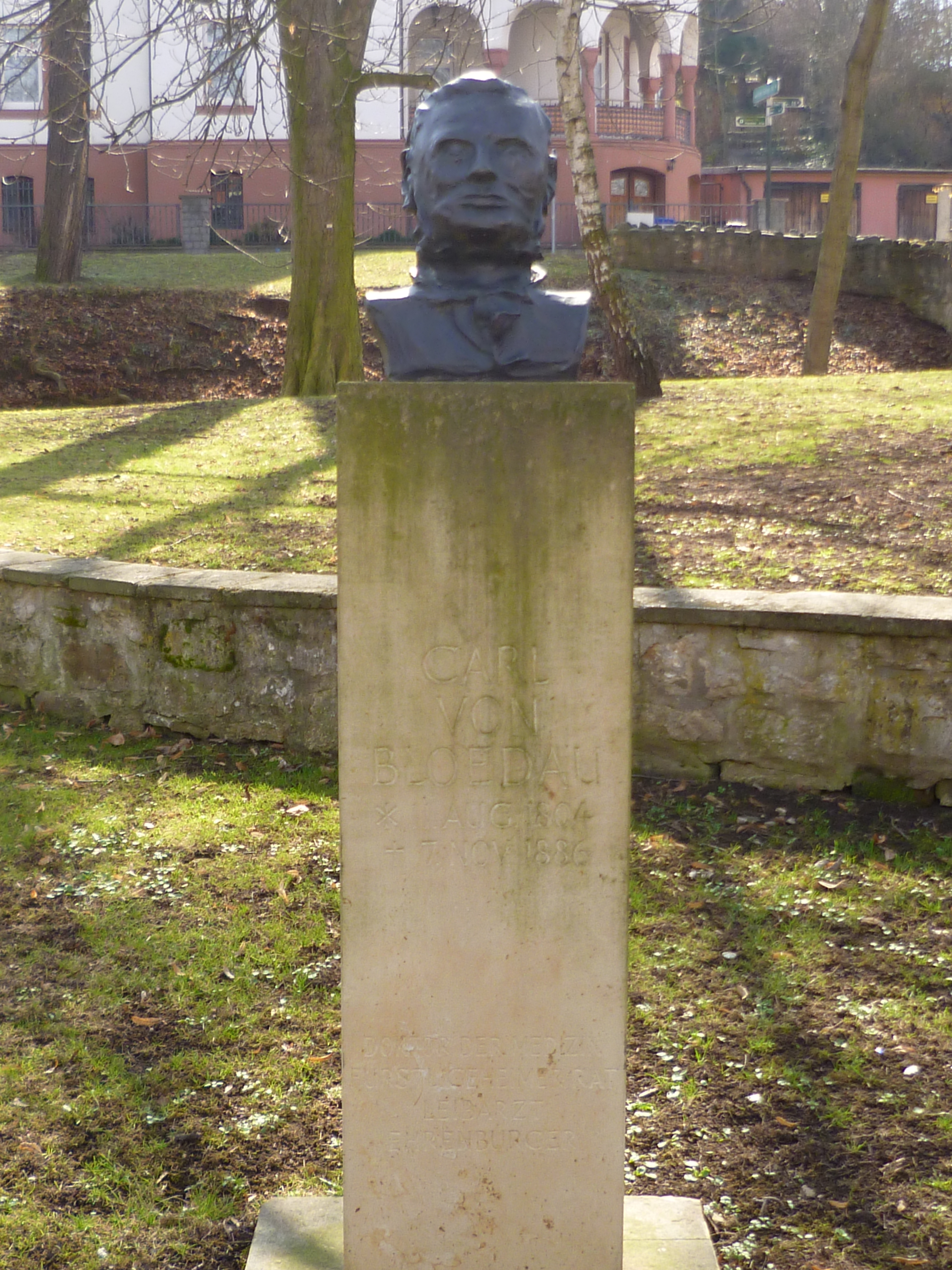
Gedenkstele für Carl von Bloedau auf dem Alten Gottesacker in Sondershausen

Carl Bloedau, auch: Karl, ab 1835 von Bloedau, (* 11. August 1804 in Sondershausen; † 7. November 1886 ebenda) war Schwarzburg-Sondershausener Geheimrat und Leibarzt. 

## Familie
Seine Töchter mit der Jeannette von Kauffberg (1810–1878), Rosalie von Bloedau (* 7. Januar 1829 in Sondershausen; † 31. Dezember 1859 ebenda) und Helene von Bloedau (* 4. September 1838 in Sondershausen; † 12. Februar 1909 ebenda) heirateten nacheinander am 9. September 1848 bzw. 16. Mai 1861 den sächsischen Kultusminister und Vorsitzenden des Gesamtministeriums des Königreichs Sachsen Karl von Gerber.

## Leben und Werk
Carl Bloedau besuchte von 1818 bis 1823 die Klosterschule Roßleben und nahm anschließend in Göttingen das Medizinstudium auf. Im April 1825 wechselte er nach Berlin, promovierte dort im März 1827 und erhielt im April von Fürst Günther Friedrich Carl I. die Zulassung zur Eröffnung einer ärztlichen und wundärztlichen Praxis im Fürstentum; gleichzeitig wurde er zum Rat ernannt. Fürst Günther Friedrich Carl II. ernannte ihn im Oktober 1835 zu seinem Leibarzt und erhob ihn am 23. November 1835 in den erblichen Schwarzburg-Sondershausener Adelsstand. Er war von Anfang an Mitglied des 1836 eingerichteten Medicinalcollegiums der Landesregierung. 1846 erfolgte seine Ernennung zum Geheimen Medicinalrat und 1850 zum Vortragenden Rat für Medicinalangelegenheiten am Fürstlichen Ministerium. Infolge einer Augenerkrankung musste von Bloedau 1867 vorzeitig in den Ruhestand treten; zum Abschied wurde er zum Geheimrat ernannt. Zu seinem 50-jährigen Dienstjubiläum am 18. April 1877 wurden ihm mehrere Ehrungen zuteil: das Fürstlich-Schwarzburgische Ehrenkreuz I. Klasse mit Brillanten, der Königlich-Preußische Kronenorden II. Klasse sowie die Ehrenbürgerschaft der Stadt Sondershausen.
Carl von Bloedau trat besonders durch soziales Engagement hervor. Er war Beirat der städtischen Armenkommission; im Februar 1880 war er Gründungsmitglied des „Vereins gegen Hausbettelei“ verbunden mit der „Herberge zur Heimat“ und gehörte dem Vorstand als Beisitzer an.
In Erinnerung an den Ehrenbürger von Bloedau gaben die Stadtverordneten am 18. September 1913 einer neu angelegten Straße den Namen Bloedaustraße. Das ehemalige Kanzlerhaus (Burgstraße 1), das Carl 1853 erworben hatte, diente 100 Jahre als Familiensitz. Ein Enkel ließ dort 1935 eine Gedenktafel anbringen.